# Jeanette Kessler
Jeanette Anne Kessler (Aberdeenshire, 4 d'octubre de 1908 - Londres, 18 de març de 1972) va ser una esquiadora alpina escocesa que va competir durant la dècada de 1930.
El 1936 va prendre part en els Jocs Olímpics d'Hivern de Garmisch-Partenkirchen, on fou vuitena en la prova combinada d'esquí alpí. Anteriorment havia guanyat dues medalles de bronze al Campionat del Món d'esquí alpí, el 1931 i el 1933.
El 1959 es va casar amb James Riddell, antic esquiador i president de diversos clubs d'esquí. Amb ell va publicar la guia de viatges Ski Holidays in the Alps el 1961.